# Vaxholm község
Vaxholm község (svédül: Vaxholms kommun) Svédország 290 községének egyike. Stockholm megyében található, székhelye Vaxholm.

## Települések
A község települései:
| Település          | Népesség | Megjegyzés         |
| ------------------ | -------- | ------------------ |
| Kullö              | 889      |                    |
| Oskar-Fredriksborg | 722      |                    |
| Resarö             | 2946     |                    |
| Vaxholm            | 4857     | a község székhelye |